# Collichthys lucidus
Collichthys lucidus es una especie de pez de la familia Sciaenidae en el orden de los Perciformes.

## Morfología
• Los machos pueden llegar alcanzar los 17 cm de longitud total.

## Depredadores
En la China es depredado por Paralichthys olivaceus y Okamejei kenojei.

## Hábitat
Es un pez de mar y, de clima subtropical y demersal que vive hasta los 90 m de profundidad.

## Distribución geográfica
Se encuentra en el Océano Pacífico occidental: desde Kyushu (el Japón) hasta el Mar de la China Meridional.

## Observaciones
Es inofensivo para los humanos.